# Río Negro (Machiques de Perijá)
Pour les articles homonymes, voir Río Negro.
Río Negro est l'une des quatre paroisses civiles de la municipalité de Machiques de Perijá dans l'État de Zulia au Venezuela. Sa capitale est Río Negro.